# Alcimosphenus
Alcimosphenus is een spinnengeslacht in de taxonomische indeling van de strekspinnen. Het geslacht werd in 1895 beschreven door Eugène Simon. De enige beschreven soort in dit geslacht is de Alcimosphenus licinus. 